# Liste der Bodendenkmale in Tangstedt (Stormarn)
In der Liste der Bodendenkmale in Tangstedt sind die Bodendenkmale der Gemeinde Tangstedt nach dem Stand der Bodendenkmalliste des Archäologischen Landesamts Schleswig-Holstein von 2016 aufgelistet. Die Baudenkmale sind in der Liste der Kulturdenkmale in Tangstedt (Stormarn) aufgeführt.
| Denkmal-ID           | Befundart           | Bezeichnung         | Zeitstellung                 | Lage | Bemerkungen        | Bild |
| -------------------- | ------------------- | ------------------- | ---------------------------- | ---- | ------------------ | ---- |
| aKD-ALSH-Nr. 004 929 | Grabmal > Grabhügel | Grabhügel           | Vor- und/oder Frühgeschichte |      |                    |      |
| aKD-ALSH-Nr. 004 930 | Grabmal > Grabhügel | Grabhügel           | Vor- und/oder Frühgeschichte |      |                    |      |
| aKD-ALSH-Nr. 004 931 | Grabmal > Grabhügel | Grabhügel           | Vor- und/oder Frühgeschichte |      |                    |      |
| aKD-ALSH-Nr. 004 932 | Grabmal > Grabhügel | Grabhügel           | Vor- und/oder Frühgeschichte |      |                    |      |
| aKD-ALSH-Nr. 004 933 | Grabmal > Grabhügel | Grabhügel           | Vor- und/oder Frühgeschichte |      |                    |      |
| aKD-ALSH-Nr. 004 934 | Grabmal > Grabhügel | Grabhügel           | Vor- und/oder Frühgeschichte |      |                    |      |
| aKD-ALSH-Nr. 004 935 | Grabmal > Grabhügel | Grabhügel           | Vor- und/oder Frühgeschichte |      |                    |      |
| aKD-ALSH-Nr. 004 936 | Grabmal > Langbett  | Langbett/Steinreihe | Neolithikum                  |      | = Wulksfelde LA 11 |      |